# Neuenhof (Wachtberg)

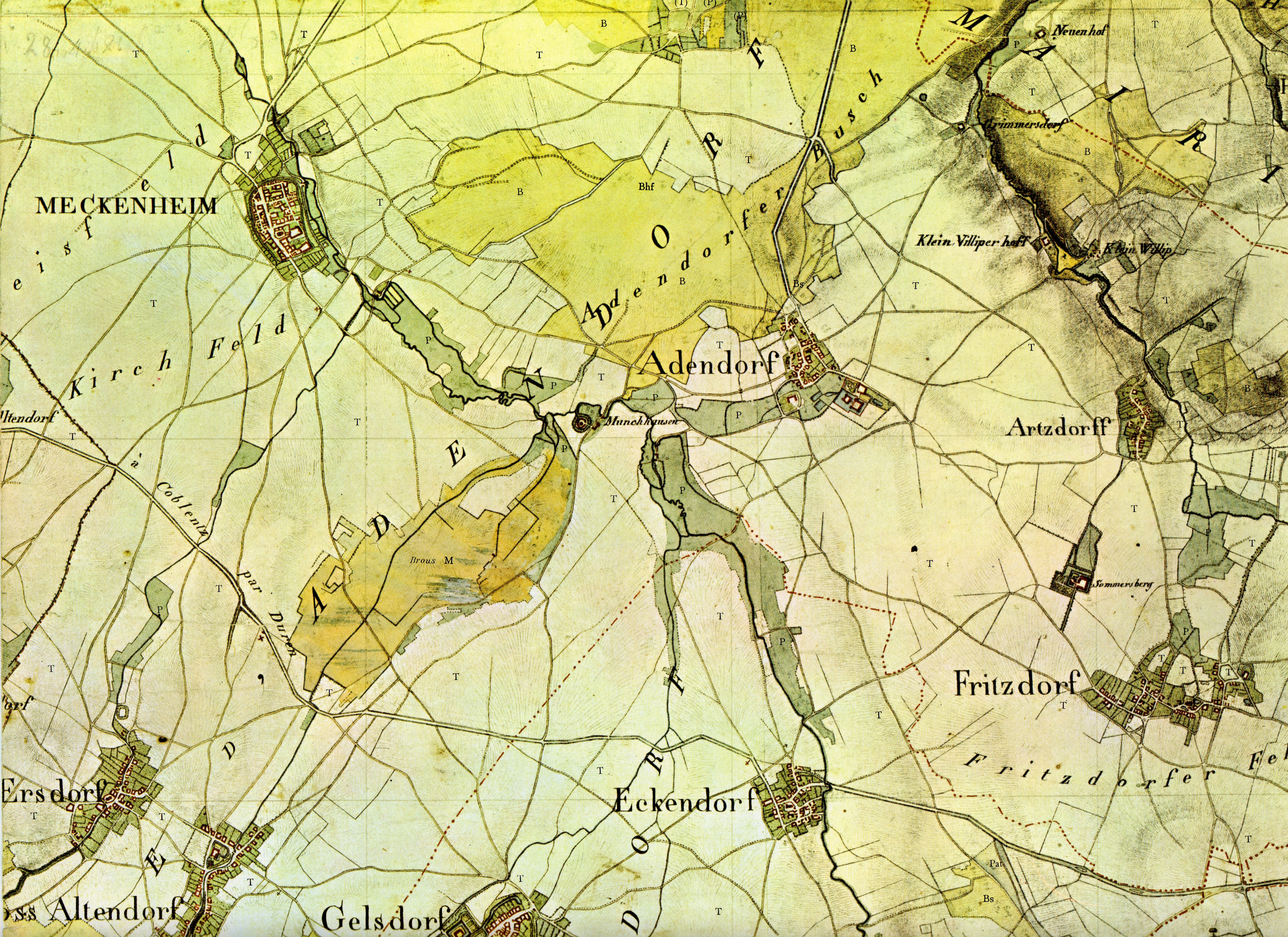
Neuenhof auf einer Tranchot-Karte aus dem Jahr 1808 (am rechten oberen Bildrand)

Der Neuenhof ist eine untergegangene Hofstätte auf dem Gebiet der Gemeinde Wachtberg im Rhein-Sieg-Kreis in Nordrhein-Westfalen. Sie lag am Arzdorfer Bach, dem Oberlauf des Godesberger Bachs, in einer Reihe weiterer Hof- und Wehranlagen zwischen Villip und Fritzdorf.
Im Jahr 1695 wurde der Neuenhof von der Ritterfamilie von Portz an Otto Heinrich Waldbott von Bassenheim zu Gudenau verkauft. Die von Bassenheims verwalteten von der Burg Gudenau aus den Gerichtsbezirk Villip (umfasste Holzem, Pech, Villip) und das Drachenfelser Ländchen, eine Unterherrschaft des kurkölnischen Amtes Godesberg-Mehlem.
Der Neuenhof ist in der Topographischen Aufnahme der Rheinlande (auch Tranchot-Karte) aus dem Jahr 1808 auf Blatt 111 Ahrweiler als Hofstätte eingezeichnet. Er wird in der Statistik des Regierungsbezirks Köln aus dem Jahr 1865 als „Ort“ der Bürgermeisterei Villip neben Gudenau, Pech, Rott und Villip genannt. Diese Ortsnennung bezieht sich auf eine Hofstelle.